# Symplectoscyphus chubuticus
Symplectoscyphus chubuticus är en nässeldjursart som beskrevs av El Beshbeeshy 1991. Symplectoscyphus chubuticus ingår i släktet Symplectoscyphus och familjen Sertulariidae. Inga underarter finns listade i Catalogue of Life.